# Liste des géants du Nord de la France
Cet article contient une liste des géants du Nord de la France et les fêtes auxquelles ils sont rattachés.
Note : les géants disparus ou plus en activité sont désignés avec un caractère (*) dans la liste.

## Liste des géants du Nord
| A - B - C - D - E - F - G - H - I - J - K - L - M - N - O - P - Q - R - S - T - U - V - W - X - Y - Z |

| Ville                      | Nom du géant et date d'émergence | Fête | Département   |
| Ablain-Saint-Nazaire       | - Justin le Poilu (2015) | nc | Pas-de-Calais |
| Abscon                     | - Adalbaud (1992) - Rictrude (2005) | nc | Nord          |
| Agny                       | - Théophile du Crinchon (1984) - Florine (1984) | Fête des Niafs | Pas-de-Calais |
| Aire-sur-la-Lys            | - Lydéric (1925) - Chrimhilde (1980) - Capitaine Croch'Aire (2014) - Gabriell (2022) | Festival de l'andouille Lundi de Pâques | Pas-de-calais |
| Aniche                     | - Kopierre le tambour-major et aide-forgeron (1911 - rend hommage à Alexandre-Joseph Consil, qui fut le tambour-major de l'école Saint-Cyr lors du défilé du 14 juillet 1879 à Paris) - Fideline (2008) - Wadek (2015) - Jean Le Grand (2009) - Bernard le Pompier (2006) | Fête communale | Nord          |
| Annœullin                  | - Baptist' al' Toil' (1950) | Carnaval | Nord          |
| Anstaing                   | - Anstinalda | nc | Nord          |
| Anzin                      | - Jean la Houille (2005) - Jeanne la Cafut (2016) - Jeannette (2017) | Carnaval | Nord          |
| Ardres                     | - La Belle Roze (1954) - François Ier (1994) | Fêtes de Belle Roze | Pas-de-Calais |
| Arleux                     | - Grin' Batiche (2003) - Henriette la Bonch'teuse (2005) - Tiot Jean (2011) | Foire à l'Ail 1er dimanche de septembre | Nord          |
| Armbouts-Cappel            | - Bienaimé (1996) | Ducasse, carnaval | Nord          |
| Armentières                | - Françoise de Luxembourg (2000) - Jacques de Luxembourg (2000) - Léonce (2015) | Fête des Nieulles | Nord          |
| Arnèke                     | - Lucien II l'Archer (1960) - Amélie (1962) - Désiré - Le Gamin | |               |
| Arras                      | - Colas (1981) - Jacqueline (1981) - Dédé (1995) - L’Ami Bidasse (2015) - Le Jouteur (2022) - Mahaut d'Artois (2025) | 14 juillet | Pas-de-Calais |
| Attiches                   | - Eleyne (2005) - Gauthier (2005) | Carnaval | Nord          |
| Auby                       | - Jean-Miche (1998) - Merdouille (2003) - Zin-Zinc - Zinzinc (2024) | Fête du Pain | Nord          |
| Avenes-les-Aubert          | - Grind' Rasette (1985) - Tiot' Epoele (1985) - Madiba (2015) | |               |
| Avesnes-sur-Helpe          | - Wédric le Barbu (2000) | Foire aux Mouches | Nord          |
| Bachy                      | - Antoine de Baissy (2005) | nc | Nord          |
| Bailleul                   | - * Gargantua (1965) * Désiré (2015) * Rosalie (1997) * Carnaval (1995) * Carême (1995) * Zouzout'ch (2011) * Jean le Tisserand (2012) * Dame Nature (2016) * Violette * Mélusine | Carnaval Dimanche gras mardi gras | Nord          |
| Bailleul-Sir-Berthoult     | - Sire Berthoult (2000) | nc | Pas-de-Calais |
| Baisieux                   | - Gilles de Baisieux (1953) | nc | Nord          |
| Bapaume                    | - L'Éclusier (1891) - Marguerite (1996) | Fête communale | Pas-de-Calais |
| Beauvois-en-Cambrésis      | - Tiot Mile (2015) | |               |
| Berck                      | - Flipp (1923) - Zabeth (1923) | nc | Pas-de-Calais |
| Bergues                    | - L'Électeur de Lamartine (1913) - Gomez (2014) | Carnaval, ducasse | Nord          |
| Berlaimont                 | - Bouzouc (1924) - Bouzoucky (2000) - Gilles de Chin | Carnaval | Nord          |
| Béthune                    | - Gambrinus (1997) - Guimauve (2005) | Carnaval | Pas-de-Calais |
| Biache-Saint-Vaast         | - Néandertus (2008) | Carnaval Fêtes communale et locale | Pas-De-Calais |
| Boeschepe                  | - Djoos de Bolder (1994) - Jérôme le Meunier (1993) | Fête du moulin | Nord          |
| Bollezeele                 | - Pet'Je Noom (?) - Met'Je Moie (1937) - Net'Je (?) - Phon'Je (?) | nc | Nord          |
| Bondues                    | - Saint-Vaast (2004) | nc | Nord          |
| Boulogne-sur-Mer           | - Batisse (1923) et Zabelle (1923) - Ti Pierre, né en 2015, fils de Batisse et Zabelle | Cavalcade d’Été | Pas-de-Calais |
| Bourbourg                  | - Gédéon (1899) - Arthurine (1947) - Florentine Soupe Sans Pain (?) - Maxou - Chouyout - Titi Cassel | Fête patronale | Nord          |
| Bourghelles                | Gilbert (2010 - Symbole de la capitulation de la Flandre face au roi de France après la bataille de Bouvines) | | Nord          |
| Bouvignies                 | Le Marquis de Nédonchel | | Nord          |
| Bouvines                   | - Philippe-Auguste (2014) | Commémorations de la bataille de Bouvines | Nord          |
| Boyelles                   | - Charles de L’Écluse, dit Clusius (?) | Fête de la Patate | Pas-de-Calais |
| Brebières                  | - Basile (1994) - Rosalie (1994) - Siquidgar (1993) | Fête des moulins | Pas-de-Calais |
| Brimeux                    | - Grand Gusse (1954) - La Gommeuse (1950s) - Yvette la Vachette (2024) | Carnaval Fête de la Vache | Pas-de-Calais |
| Bruay-sur-l'Escaut         | - Chope le Brasseur (1996) et Adolphine la Cafus (1950) - Ch'Tiot Gust (2005) | Fête de la libération du hameau de Thiers | Nord          |
| Bruille-lez-Marchiennes    | - Gaultier de Châtillon (2001) Le géant de 2001 a péri lors d'un incendie en 2023. - Gauthier de Bruille (2024) | nc | Nord          |
| Bugnicourt                 | - Bugnus, le Bœuf (2002) - Tiot Beu (2006) | Ducasse de la St Ghislain, Fête du Bœuf Dernier dimanche d'août                                                                                                  | Nord          |
| Cambrai                    | - Martin et Martine (1899 - représentent les jaquemarts du campanile de l'hôtel de ville) | Fête Communale (15 août) | Nord          |
| Caëstre                    | - Pet'Je Boelder (1983) - Calystégia | Fête communale | Nord          |
| Calais                     | - Jehan de Calais (1901, recréé en 1933) - Constance du Portugal (1902, recréée en 1933) - Clément le Pêcheur de Moules (1954, recréé en 2024) - Rintintin - Nénette - Céline - Pierre-Louis (2010) - Gustave le Jardinier (2006) - Francisco le Reporter (2019) | nc | Pas-de-Calais |
| Cantin                     | - Adèle Brissez (1996) - Gayantin le Musicien (1986) - Flore (2004) - Gayantine (2000) - Gabriel (2016) | | Nord          |
| Carvin                     | - Métisségalée (2010) | 14 juillet | Pas-de-Calais |
| Cassel                     | - Reuze Maman (1860) - Reuze Papa (1827) | Carnaval d'Hiver dimanche gras, avec Reuze Papa -- Carnaval d'été lundi de Pâques, avec Reuze Papa et Reuze Maman                                                | Nord          |
| Caudry                     | - Batisse (1921) - Laïte (1921) - Caudryne (1995) | Carnaval | Nord          |
| Chauny                     | - René Ch'Marinier (2005) | Carnaval des fêtes de Rabelais | Aisne         |
| Comines                    | - Buchard de Comines (1984) - Grande Gueuloute (1890) et P'tite Chorchire (1890) - Messire de Comines (1987) - Alys de Comines (2016) | Fête des Louches 2e dimanche d'octobre | Nord          |
| Compiègne                  | - Flandrin, Langlois et Lansquenet (2004 - représentent les jaquemarts du beffroi de l'hôtel de ville) | Fête du muguet | Oise          |
| Corbehem                   | - Jean de Corbehem (?) | nc | Pas-de-Calais |
| Coudekerque-Branche        | - Joséphine la Peûle (1980) - Julienne (2006) - Charles le Garde-Champêtre (2000) | Fête de la Nature et de la Flandre, Carnaval | Nord          |
| Courchelettes              | - Mirmelène de Quellerie (2002) - Léo le Photographe (2024) | Fête de la confiture 2e week-end de septembre | Nord          |
| Coutiches                  | - Cilia la Pourvoyeuse (?) | nc | Nord          |
| Crespin                    | - Alexandre le Meunier (2007) - Marcel le Campagnol (2009) - Azelle la Corneille (2010) | Retraite aux flambeaux Le 13 juillet | Nord          |
| Crisolles                  | - Rigobert (2006) - Florimonde | nc | Oise          |
| Croix                      | - Gilles de Croix (1931, recréé en 2003) - Mathilde (2003) | nc | Nord          |
| Cysoing                    | - Bacchus (1994) - Hellin II (1990) - Mouquil' (2002) - Pétronille (1993) - Pasteur - Saint-Évrard (2023) | nc | Nord          |
| Denain                     | - Deug l’Écolier (1997) - Mickey National (?) - Morticia (?) - Tiot'Adèle (1980) - Tiot Galibot (1980) - Véronique (1949) - Zeph Cafougnette (1948) | Carnaval Lundi de Pâques | Nord          |
| Desvres                    | - Benoît (2014) - Catherine (2014) | nc | Pas-de-Calais |
| Deûlémont                  | - Oscar l'Briqu'teux (1983) | nc | Nord          |
| Douai                      | - Binbin, dit le Tiot Tourni (1719) - Gayant (1530) et Marie Cagenon (1531) - P'tit Jehan (2001) - Fillon (1719) - Jacquot (1719) - P'tit Jehan (2001) - Roselyne - Kévin - Dark Vador - Padmé Amidala - Maitre Yoda - Louis Cinse - Marie Coron - Martin l'Instituteur - Petit Louis - Tanguy le Petit Marinier - Saint-Georges | Les fêtes de Gayant le dimanche qui suit le 5 juillet | Nord          |
| Douchy-les-Mines           | - Saint Nicolas (2005) - Dulciacus (2023) | nc | Nord          |
| Dourges                    | - Ch'Grand Bruno (?) | Fête de la Sainte Barbe | Pas-de-Calais |
| Doullens                   | - Florimond Long Minton (1935) | nc | Somme         |
| Douvrin                    | - L'Tiote Florine (2003) - L'Fumeuse eud'Pipe (2000) - L'Buveu eud'Guiness (2000) | Carnaval | Pas-de-Calais |
| Dunkerque                  | - Allowyn - Bout'Je - Dagobert - Goliath (?) - Gélon - Meis'Je - Piet'Je - Reuze (1696) - Reuzinne (?) - Roland - Samson | Carnaval | Nord          |
| Eecke                      | - Jules Boomzaeger (1971) (représente Jules L'Hommé, scieur de long) | Fêtes locales | Nord          |
| Écaillon                   | - Fraisinou Ses parents, Fraison & Fraisette, n'existent plus. | Fête de la Fraise | Nord          |
| Équihen-Plage              | - Eluise El'moulière Représente une moulière avec ses habits de travail. | Fêtes locales | Pas-de-Calais |
| Erchin                     | - La Guerliche | Fête de La Gaufre 2e dimanche de septembre | Nord          |
| Erquinghem-Lys             | - Ercan | Fêtes d'Ercan | Nord          |
| Escaudain                  | - Pierre Gaillette (2002) Pierre Gaillette (2018) | Carnaval 1er week-end de juillet | Nord          |
| Escaudœuvres               | - Marie-Anne Cattiaux (1990, recréée en 2017 par Pierre Loyer) | Fête communale | Nord          |
| Esquelbecq                 | - Kikseki 1er - Zeph le Chêne | nc | Nord          |
| Estaires                   | - Aliboron (1892, recréé en 1923 et 1948) - Jehan d'Estaires* (1875, recréé en 2002) | La Cavalcade lundi de Pentecôte | Nord          |
| Étaples                    | - Batisse* (de 1955 à 1967) - Moïsette* (22 juin 1947, unique sortie) - Ti'Jules* (22 juin 1947, unique sortie) - Zabelle* (de 1955 à 1967) | Cavalcade | Pas-de-Calais |
| Faches-Thumesnil           | - Guillaume de Faches (1984 & 2000) - Gautier le Jardinier (2000) | Fête des fous Tous les 2 ans, le samedi précédant la Fête des mères                                                                                              | Nord          |
| Evin-Malmaison             | - Odette M'lampiste (2011) | nc | Pas-de-Calais |
| Fenain                     | - Casimir (2004) - Jules (2004) | nc | Nord          |
| Ferfay                     | - Firmin le Boutefeu (?) - Hermine la Glaneuse (?) | Fête Champêtre | Pas-de-Calais |
| Férin                      | - Géraldine Grognon | nc | Nord          |
| Fressain                   | - Barnabé (1983) - Ignace (1957) | 13-14 juillet | Nord          |
| Flines-lez-Raches          | - Marcel (1991) - Michel le Guerrier (?) - Prosper (1957) - Prospérine (1966) | nc | Nord          |
| Fort-Mardyck               | - Tit'Frère (1991) | Carnaval, Pâques | Nord          |
| Fouquières-lez-Lens        | - Baptiste Saquedins (1996) | nc | Pas-de-Calais |
| Fresnes-sur-Escaut         | - Belzebuth (?) - Flandrine (?) - Cambrinus (1945 - représente la bonne humeur et la joie de vivre typique des gens du Nord) - Jocko (?) | Carnaval | Nord          |
| Fromelles                  | - Reine Perlotte (2002) | nc | Nord          |
| Fruges                     | - Marie Robinet (1953) - Pô Louches (1950) - Pô-Louches et Marie Robinet (~1960) | Ducasse Saint Gilliet (Kermesse) | Pas-de-Calais |
| Fouquières-lez-Lens        | - Baptiste Saqu'eddins | | Pas-de-Calais |
| Godewaersvelde             | - Dick le Chien douanier (2001) - Henri le Douanier (1994) - Mill Trommelaere (1971) - Dégrar - Isabelle | Carnaval, Ducasse | Nord          |
| Gœulzin                    | - Goeulzinus - Mireille - Goeulzinain (2004) | Brocante de septembre | Nord          |
| Gommegnies                 | - La Licorne (1990) | nc | Nord          |
| La Gorgue                  | - Saint Pierre (2009) - Mina des 10 Cailloux (2024) | nc | Nord          |
| Grand-Fort-Philippe        | - Gut (2009) - la Matelote (1995) - le Mousse (2002) | Fête du Poisson | Nord          |
| Grande-Synthe              | - Jean le Maraîcher (?) - Marie Meulen (?) - Snustre (?) | nc | Nord          |
| Gravelines                 | - L'Islandais (1988) - Nette la Vérotière (2003) | Fête des Islandais | Nord          |
| Guesnain                   | - Maud de Saint René (?) - Nain Gaillou (1988) | nc | Nord          |
| Guînes                     | - Henri VIII (1994) | nc | Pas-de-Calais |
| Halluin                    | - Alphonsine (1970) - Hilaire (1970) - Louise Marie (2001) - P'Tit Baptist (1973) - Patronnaile des papillons | Carnaval et Fête des Allumoirs 3e samedi de septembre | Nord          |
| Ham                        | - Armandine (1932) et Dudule (2007) - Tchout Jaques (1929) | El cavalcade ed Tchout Jaques | Somme         |
| Hantay                     | - Gargantua (?) - Marie Balmoche (?) | nc | Nord          |
| Harnes                     | - Ch'Crinquillé (1923) - Hyacinthe (?) | nc | Pas-de-Calais |
| Haubourdin                 | - Pitche (2008) - Mitche (2008) - Marie de la Motte (2008) | Fête communale | Nord          |
| Hazebrouck                 | - Babe Tisje (1980) et Zoon Tisje (1998) - Roland d'Hazebrouck (1931) - Tisje Tasje (1947) - Toria (1960) | Fête de la Mi-Carême | Nord          |
| Hellemmes                  | - Jules l'Écourcheu (1983) - Hellemus - Le dragon Dhø (2015) Les trois géants sont détruits dans la nuit du 29 au 30 juin 2023, dans l'incendie de la salle polyvalente d'Hellemmes, dans le cadre des émeutes consécutives à la mort de Nahel Merzouk. | nc | Nord          |
| Hem                        | - Augustine (1994, recréée en 2007 par Dorian Demarcq) - Gustave le Teinturier (1955, recréé en 2007 par Dorian Demarcq) | Fête communale | Nord          |
| Hénin-Beaumont             | - Isaac-Liétar (2006) - Florian | nc | Pas-de-Calais |
| Hérin                      | - Toto (?) | Fête du Marais | Nord          |
| Hondeghem                  | - Aline (?) - Hondeman (?) | nc | Nord          |
| Hondschoote                | - Mme Bint'Je (2006) Madame Bintje en 2010 à Ham | Karyole Feest 1er dimanche de septembre | Nord          |
| Hornaing                   | - Baronne Philippotte de Lannoy (2005) | nc | Nord          |
| Houdain                    | - Marie Groëtte(1991) | nc | Pas-de-Calais |
| Iwuy                       | - Alfred El'Rempailleux (2002) - Eugénie El'Canneleuse (2006) - Joseph El'Carrioteux (?) | Festival de la Chaise | Nord          |
| La Bassée                  | - Basséane (2002) - Basseia (1988, recréée en 2022 par Dorian Demarcq) - Bassus (1956, recréé en 2022 par Dorian Demarcq) | Cavalcade | Nord          |
| Houplin-Ancoisne           | - Luzoric, dit Chtiot Luzot (2000) | nc | Nord          |
| Houplines                  | - Hugo (2002) | nc | Nord          |
| Lallaing                   | - Baron Scalfort (2007) | Fête de la musique | Nord          |
| Lambres-lez-Douai          | - Sigebert 1er (1956, recréé en 1980, 2003 et 2022 par Pierre Loyer) - Émilie la Fleuriste (2018) - Nadia | Fête du Pays | Nord          |
| Lambersart                 | - Lambert (1989, disparu) - Lauriane (1990, disparue) | Fêtes de la Deûle | Nord          |
| Le Cateau-Cambrésis        | - Père Matthieu (1989) | Foire de la Saint-Matthieu | Nord          |
| Le Portel                  | - Louis l'Pequeu (1986) - Magritte (1987) | Défilé du Carnaval Portelois | Pas-de-Calais |
| Le Quesnoy                 | - Māori (2004) - Pierrot Bimberlot (1947) - Nelson (2018) - Jacqueline de Hainaut (2019) - Marguerite de Bourgogne (2019) | nc | Nord          |
| Leers                      | - Don Carlos Charles Philippe de la Mottelette (1954) - Alphonse le Bourleux (2011) | Fête du Moulin | Nord          |
| Lens                       | - Ch'Guss Tréfil (1955), géant des câbleries de Lens - Ch'meneu (2002 - Racing Club de Lens) - Rosalie Tata et Taraderuse (prononcer Taradéruss') (1955) (quartier Jean Jaurès) - Sainte Barbe (2018) | Dans le passé le dernier dimanche de juin | Pas-de-Calais |
| Lesquin                    | - Hippolyte (1997, recréé en 2010 par Stéphane Deleurence) - Titée (2004, recréée en 2010 par Stéphane Deleurence) | Carnaval de Merchin Village | Nord          |
| Lestrem                    | Philippe des Huchets (2016) | | Pas de Calais |
| Lewarde                    | - Isidore ch'Cauffeux ed'Châtaignes (1987) - Jacques-Nicolas Marie Deforest de Quartdeville (1999) - Lucie-Thérèse du Bois de Harnes (2001) - Léon (2024, géant du Centre Historique Minier) | nc | Nord          |
| Lezennes                   | - Isidore Court'Orelle (2000) - P’tit Claude (2014) - Ernest (2016) - Lolita (2024) | Fête de la Pierre | Nord          |
| Liévin                     | - Phrasie (1995) - Tintin Pourette (1954, recréé en 1995 par Stéphane Deleurence) | nc | Pas-de-Calais |
| Lille                      | - Bakamoul* (1984) et Bébékamoul (2004, Bois-Blancs) - Barberousse (1937, reconstruction 1979, Saint-Maurice Pellevoisin) - Le Chamane (grande braderie de Lille) - Ch'Cordéonneux (2007, Wazemmes) - Jeanne Maillotte (1825, reconstruction en 1878, puis en 2004, Vieux-Lille) - Le Tambour-Major des Hurlus* (1825) - Lyderic (1565 - dernière reconstruction 1999) - Pierre Degeyter (1984 - Fêtes de Lille-Fives) - Phinaert (1565 - dernière reconstruction 1999) - Raoul (1982 - centre-ville) - Narcisse, le P'tit Quinquin (2004 -centre-ville) - P'tit D'Siré (2000 - Moulins) - Le Totem de Vauban* (1979, Vauban-Esquermes, représente Vauban sur une barque à roues) - Climato (2008 - Lille-Centre) - Reuze Quinquin (2008, Lille-Centre, représente Pierre Mauroy) - Voilà Zier (2012, Wazemmes, s'inspire d'Antoine Lavoisier) - Serge (2014, Cour Cacan, Lille-Moulins) | Fête de Lille Exposition permanente dans le hall de l'hôtel de Ville ou dans les mairies de quartier                                                             | Nord          |
| Lillers                    | - Lillia (?) - Marie la Cuileuse de Cresson (?) - Ovide (?) | Les Lillériades | Pas-de-Calais |
| Linselles                  | - Boureima (2004) | Carnaval | Nord          |
| Loffre                     | - Le Moine Guillaume (?) | nc | Nord          |
| Lomme                      | - Anne Delavaux* (1960) - Anne Delavaux II (2003) | Carnaval d'été | Nord          |
| Loos                       | - Âne Galopin¹ (2002) - Foufelle² (2003) - Margot la Fileuse³ (2003) - Saint Nicolas | Fête de la Saint Nicolas¹ -- Fête des allumoirs² -- Fête des gens de Loos³                                                                                       | Nord          |
| Lys-lez-Lannoy             | - Astruc (1903 - brûlé et reconstruit dans les années 1980) - Ana, petite fille sage (géante pour enfant - 2009) | Fêtes du Fresnoy | Nord          |
| La Madeleine               | - Magdeleine de Berkem (1992, recréée en 2005) - Antoine Emeri - Eugène (2018, École Eugène d'Hallendre) | nc | Nord          |
| Maing                      | - Jeanne de Valois (2001) - Tio Mitt (?) | Ducasse de l’En-Haut -- Les Maingovales | Nord          |
| Malo-les-Bains             | - Violette la Baigneuse (2007) | nc | Nord          |
| Marcq-en-Barœul            | - Momo la Souris (2004) - Didier Canoë (2024) - Pamela Palmée (2024) | nc | Nord          |
| Marcq-en-Ostrevent         | - Sire Marcq* (1993) | nc | Nord          |
| Marcoing                   | - Perline (2018, recréée en 2023 par le facteur de géants Fabrice Simon) | nc | Nord          |
| Marchiennes                | - Pelotin le Marchiennois (2010) | Fête de la courge et de la sorcellerie | Nord          |
| Marquette-en-Ostrevant     | - Oscar El Voleur ed Pinn'Ter (2002) | Foire à la Pomme de Terre | Nord          |
| Marquette-lez-Lille        | - Jeanne de Flandre (1999, recréée en 2023 par le facteur de géants Fabrice Simon) - Pierre de Lommelaid (2011) - Sabine de Lommelaid (2015) - Sylvie - Dominique - Bernadette | Fête des Chapons | Nord          |
| Masny                      | - Baptistin (2007) - Criquotte le Criquet (?) - Tiot Batiche (1953) | Fête Communale | Nord          |
| Mastaing                   | - Gabriel de Jauche (à restaurer) | nc | Nord          |
| Maubeuge                   | - Jean Mabuse (1902, recréé en 1994 par Stéphane Deleurence) - Marquis Jean-Armand de Joyeuse - Alfredo le Mexicain - Le Minotaure - John le cow-boy - Sainte Aldegonde - Sainte Waudru - Dame Sylvianne du Moulin - Marquise Margueritte de Joyeuse (?) - Rosette du Petit Sars (1931) | Carnaval Jean Mabuse Lundi de Pâques | Nord          |
| Mazingarbe                 | - Barabette (2013) | nc | Pas-de-Calais |
| Merckeghem                 | - Henrit'ch (inactif) | Fête communale | Nord          |
| Merville                   | - Le Caou (1955 - dernière reconstruction 2000) - Saint Antoine (?) | Carnaval lundi de Pâques | Nord          |
| Méteren                    | - Les quatre fils Aymon (2000) | Ducasse | Nord          |
| Millonfosse                | - Le Moine Millon (2000) | nc | Nord          |
| Mont-Saint-Éloi            | - Dagobert (1994 - lors de son baptême le géant est fait citoyen d'honneur de Mont-Saint-Éloi) | nc | Pas-de-Calais |
| Montigny-en-Ostrevent      | - Floris de Montmorency (1990) - Hélène de Melun (2000) - Gaston (disparu) - Célestine (disparue) | Journée des Traditions | Nord          |
| Morbecque                  | - Oldric (200?) - Diane (2020) | nc | Nord          |
| Mortagne-du-Nord           | - Tutur l'Oziau (2006) | nc | Nord          |
| Mouchin                    | - Hippolyte Hyacinthe (2003 - Hipplolyte le Fromager) | Fête Nationale (13 juillet) | Nord          |
| Mouvaux                    | - Paulo le Gros (2004) | Ducasse de septembre | Nord          |
| Naves                      | - Reine Brunehaut (?) | Fête Communale | Nord          |
| Neuf-Berquin               | - Berquinix Père(?) - Berquinix fils | Ducasse de septembre | Nord          |
| Neuville-en-Ferrain        | - Honoré, maître craquelin (2005) Mélodie (2024) Cocochico (2024) | Fête des Craquelins | Nord          |
| Neuville-Vitasse           | - Sire Wistace (1989) - Détruit - Grégoire le Peintre | nc | Pas-de-Calais |
| Nieppe                     | - Balthazar (?) - Miss Cantine (1942 - dernière reconstruction 2007) - Tiot Dédé (2011) - Joseph, Le géant de bois (2021) | nc | Nord          |
| Noyelles-les-Seclin        | - Louis Séraphin du Chambge (1980) | nc | Nord          |
| Oisy-le-Verger             | - Jean de Montmirail (2002) - La Belle du Verger (2016) | nc | Pas-de-Calais |
| Olhain                     | - Aubin d'Artois (détruit) | nc | Pas-de-Calais |
| Oignies                    | - Almarus d'Onyacum | Carnaval | Pas-de-Calais |
| Onnaing                    | - Alfred le Pipier (2006) - Charles le galibot | nc |               |
| Orchies                    | - Porchy (1997) - Constance du Pévèle (?) - Pierric (2023) - Bela Rada, danseuse de Serbie (2008) - Marco le Jardinier (± 2006) | Carnaval | Nord          |
| Orsinval                   | Malbrough (2001) | nc | Nord          |
| Oudezeele                  | - Jeannot le Boulanger (1990) - Julia la Cantinière (2005) | Ducasse | Nord          |
| Oxelaëre                   | - Fiacre le Jardinier (1985) - Fiacre le Jardinier (2020) - Fidèle le Jardinier | Ducasse | Nord          |
| Pecquencourt               | - Féry de Guyon (2003) | nc | Nord          |
| Pérenchies                 | - Monsieur et Madame Tartaprônes (1936 - dernière reconstruction 2003) - Henri le Tisserand (2014) - Jeanne la Fileuse (2014) | Saint-Nicolas, Braderie de la Prévôté | Nord          |
| Pertain                    | - T'chio Blaise - T'chio Blaise Ch'Pouilleux (Septembre 2015) | 3e week-end de septembre | Somme         |
| Phalempin                  | - Saswalon (2021) | | Nord          |
| Pont-sur-Sambre            | - Jean-Jean (1993) | nc | Nord          |
| Prémesques                 | - Marie Misère* (1967) - Monsieur Tartagrosbord* (1953) - madame tartagrosbord - Les Montagnards* (1953) | nc | Nord          |
| Provin                     | - Galoenne (?) - Mebuot (?) - Ming' Parmint(?) | Ducasse du riez septembre (n'existent plus) | Nord          |
| Racquinghem                | - Hugo le Tuilier (2000) | Cavalcade | Pas-de-Calais |
| Raimbeaucourt              | - Z'Alumet le Marchand d'Allumettes (2006) | Foire aux asperges | Nord          |
| Rexpoëde                   | - Gus de Mester (?) | nc | Nord          |
| Rieulay                    | - Aureily (2000) | nc | Nord          |
| Rivière                    | - Zéphir (?) | nc | Pas-de-Calais |
| Ronchin                    | - Barbara (2002) - Clodion 1er (1982) - Ravenna - Aliana (2017) | nc | Nord          |
| Roost-Warendin             | - Ch'Pureux (1989) - Ghislain de Bernicourt (1989) - Marie-Thérèse de Bernicourt (1993) - Colas (2014) | nc | Nord          |
| Roncq                      | - Rigobert (1952) | Fête des Madeleines | Nord          |
| Roubaix                    | - Tartoriz (disparu) - Catherine* (1911) - Jean Louis le Tisserand* (1911) - Pierre de Roubaix (1911, recréé en 1979) - Pierre de Roubaix Junior (2017) - Angy - Léonie Vanhoutte - Simon de Chez Papi Tissu - Clara - Popole - Augustine - Jeannine Basse - Marie Belotte Buveuse de Flotte (2007) - Al (2024) | nc | Nord          |
| Rosendaël                  | - Hilaire Patate (2006) - Victoria la Corsaire | nc | Nord          |
| Rubrouck                   | - Guillaume de Rubrouck 1994 lors du jumelage Rubrouck Bulgan (MONGOLIE) - Guillaume de Rubrouck II (2024) | Ducasse | Nord          |
| Sailly-sur-la-Lys          | - Odin le Viking (2000) | Fête de l'Eau | Pas-de-Calais |
| Sainghin-en-Mélantois      | - Choupinette (2004) - Dadadidou (1988) | nc | Nord          |
| Sainghin-en-Weppes         | - Laïte la Marchande de Beurre (1979) | nc | Nord          |
| Saint-Amand-les-Eaux       | - Le Moine Amand (1989) - Ondine (2015) - Guilhem (2015) - Miss Limonette (2015) - Santos (2016) - Donatien (2023) - Amandine (2023) | Fête de la Tour | Nord          |
| Sainte-Catherine-lès-Arras | - Dame Catherine (2000) | Ducasse | Pas-de-Calais |
| Saint-Jans-Cappel          | - Reuze Maman (?) | Ducasse | Nord          |
| Saint-Laurent-Blangy       | - Ch'Grand Louis (1994) - P'Tite Rosa (1994) | Feux de la St Jean | Pas-de-Calais |
| Saint-Martin-lez-Tatinghem | - Ch’tiot Henri - (?, représente l'abbé Pierre) | |               |
| Saint-Omer                 | - Batistin le Jardinier du Marais Audomarois (1952 - Parrain de Watten'Dam) - Belle Lyse* (1956-~1970 - transformée en Marie en 1964) - Tutu le guerrier* (1925-?, recréé en 2015) - Mathurin*(1927-1944, recréé en 2015) - Moule à pipes (?-~1942, recréé en 2015) - Marie Grouette (2015) - Quinze capotes (2015) - Rosalie Hyacinthe (2019) | Faubourgs en Fête -- Cortège nautique du Haut-Pont -- Cortège de Lyzel* -- Cortège du Chat* (1667) -- Carnaval (St Désiré)* -- Défilés dans les rues de St-Omer* | Pas-de-Calais |
| Saint-Quentin              | - Éléonore (2000) - Herbert IV (1996) | Les Fêtes du Bouffon | Aisne         |
| Saint-Pol-sur-Mer          | - Manot'Je (?) | nc | Nord          |
| Saint-Pol-sur-Ternoise     | - Binbin - Paf (1953) - Pif (1952) | nc | Pas-de-Calais |
| Saint-Sylvestre-Cappel     | - Sylvestre le Ménestrel (2001) - Églantine (2011) - Marius (2016) | Ducasse | Nord          |
| Saint-Venant               | - Fifine (1927) | nc | Pas-de-Calais |
| Santes                     | - Catherine de la Mazure (1977) - Jehan du Bois de la Gîte (1977) - Éloi Desblésdor (± 2014) | Samedi précédant le 2e dimanche d'octobre | Nord          |
| Saulzoir                   | - Valentin (?) | nc | Nord          |
| Sebourg                    | - Baudoin de S'Bourcq (?) | nc | Nord          |
| Seclin                     | - Harengus Junior (2006) - Marguerite de Flandre (2010) - Maggy | Fête des Harengs | Nord          |
| La Sentinelle              | - Renée Sance (?) | nc | Nord          |
| Sin-le-Noble               | - * Sapeur Villain (?) - Pouchnard - Madame Marceau - Lamirémi - Min Poil (1946) - Chucrate - Potleau - Jeannot l'Apprenti (2012) - Pierre Boulanger (2022) | |               |
| Soissons                   | - Clovis (2019) - Clotilde (2019) - Monsieur Le Paon (2018) | nc | Aisne         |
| Solesmes                   | - Barbari le Seringueux (1953) - Biribi (?) | Carnaval des Seringueux le lundi et mardi Gras | Nord          |
| Somain                     | - Princesse Gisèle (1980) - Jean le Messager (25 février 2018) - Rémy l'Archer (13 mai 2023) | Somain c'est géant (dimanche des rameaux) Carnaval (jeudi de l'ascension)                                                                                        | Nord          |
| Steenvoorde                | - La Belle-Hélène (1853) - Jean le Bûcheron, ou Jan den Houtkapper (1914) - Jacobus (2004) - Maria et Mariona (2006) - Jean le bûcheron (III) (2015) - Jean-Charles (2002) - Edgar le Motard (2007) - Rosalie la Laitière (1993, recréée en 2024) - Julit'che | Carnaval d’Été international le dernier dimanche d'avril | Nord          |
| Steenwerck                 | - Marie Groëtte la grenouille (?) - Irène (? - géante du film Quand la mer monte...) - Totor (1933) | nc | Nord          |
| Templeuve                  | - Habert (détruit) | nc | Nord          |
| Terdeghem                  | - Alicia Princesse des Anges (2017) | | Nord          |
| Téteghem                   | - Théodoric (1997) | nc | Nord          |
| Thiant                     | - Guillaume de Mérode (détruit) - Jeanne de Thiant (détruite) | nc | Nord          |
| Trith-Saint-Léger          | - Mononqu’Hubert (1949, recréé en 2004 par Dorian Demarcq) | Carnaval | Nord          |
| Toufflers                  | - Catherine de Molhambay (2010) | | Nord          |
| Tourcoing                  | - Augustin de Belempins (2013) - Le cuirassier (2014) Hortense du pont de Neuville (2008) - Duc d'Havré (2006) - Frère Jacques (?) - Jeanne - Gaia - Guillaume de Mortagne (1994) - Pierre de Ghetem (1952) - Babette Mouton (2022) - Clémentine du Virolois (détruite) - Claire du Flocon | Gambrinales, Franche Foire | Nord          |
|                            | | |               |
| Tressin                    | - Péc'Inois (2004) | Fêtes de la vallée de la Marque | Nord          |
| Valenciennes               | - Binbin (1826) | Folies de Binbin Dernier weekend d'août ou 1er de septembre | Nord          |
| Verchin                    | - Verchingétorix le Meunier (?) | Fête de la Saint-Jean | Pas-de-Calais |
| Verlinghem                 | - Verlin (1989) | Carnavals des écoles | Nord          |
| Vicq                       | - Le Marquis de Bitaillon (2001) | le 8 mai | Nord          |
| Vieux-Condé                | - Auguste (détruit) - Cléa (détruite) - Gustave (détruite) - Marie (détruite) - P'tit Louis (détruite) | nc | Nord          |
| Villeneuve-d'Ascq          | - Bergotrie et Couvibois (1977) Géants de Flers Breucq : - Fanny, Guernouillard, Guernouillette, Guernouillot - Épona (1999 - Flers-lez-Lille, mariée à Guillem de Willems) - Grand-Père Guernouillard (193? - Flers-lez-Lille) - Gilbert de Bourghelles (1980 - alias Gilbert Quicampoix, refait en 2014) - Les Trois Mouffetards, géants d'Annappes Association « D’Anatole à Guernouillard : - - L'Affreux Luquet (2000) - Anatole (1998) - Grand père Guernouillard (2002) - Saint Nicolas - le père fouettard - l’âne - l’avatar - Les mauvaises langues(4) - - Épona | nc | Nord          |
| Villers-au-Tertre          | - Marie Antoinette de Goyon de Matignon (2003) - Marquis de Trainel (1986) | Ducasse 3e dimanche de juin | Nord          |
| Villers-Outréaux           | - Pénélope (1979) | Fête de la Broderie | Nord          |
| Vitry-en-Artois            | - Chilpéric 1er (1982) - Frédégonde (?) | Braderie | Pas-de-Calais |
| Wahagnies                  | - Céline du Moulin (mère) - Jean Badoulet (père) - Isabelle (fille) - Pierre (fils) | Carnaval | Nord          |
| Watten                     | - Gilles Dindin (1935) - Watten'Dam (2011 - filleule de Batistin de Saint-Omer) | Carnaval d'été | Nord          |
| Wannehain                  | - Gérard de Wannehain (1985) - Gillette de Briquemez (1985) - Ghislain - Grandine | nc | Nord          |
| Warhem                     | - Jan Patate (1987) | nc | Nord          |
| Wasquehal                  | - Alexandre le Garde Champêtre (1978-1983) - Jérome le Courtilleux (1980) | Fête des biefs | Nord          |
| Wattignies                 | - Delphine du Marais de Bargues (1981) - François du Blanc Riez (1981) - Jean de l'Arbrisseau (1974) - Madame de l'Amiteuse (1974) | nc | Nord          |
| Wattrelos                  | - Ferrand du Portugal (1987) - Jeanne de Flandre dite Jeanne de Wattrelos (1981) - Thomas de Savoie (2000) | Fête des Berlouffes -- Carnaval -- Festivités d'Herseaux-Gare | Nord          |
| Waziers                    | - Andréa (2000) - L'Zeph (2001) | Carnaval La Gaillette | Nord          |
| Wervicq-Sud                | - Jehan Van D'Helle (1954, recréé en 2020 par Pierre Loyer) - Sabine de Snuif (1954) - Soet'ch - Turlutte - Médard (2022) - Lyse (2022) | Fête Jehan Van D’Helle | Nord          |
| Willems                    | - Charlotte (2002) - Guillem le Contrebandier (1999) Cherloutte (chien jupon) - Emilie la Photographe (2016) | nc | Nord          |
| Wingles                    | - Colette (2005) - Nénesse El'Pékeu (2004) | nc | Pas-de-Calais |
| Wormhout                   | - Mélanie (1929) - Le Roi des Mitrons (1957) - Le Frère Jumeau du Roi des Mitrons (1993) | Carnaval | Nord          |
| Zegerscappel               | - Klakke Van Zes Kappel I - Klakke Van Zes Kappel II (2024) | Ducasse, Fête du pain | Nord          |
| Zutkerque                  | - La Dame aux Loups (2012) | Ducasse, 14 juillet | Pas-de-Calais |
| Zuytpeene                  | - Adélaïde (2006) - Thomas le Mousquetaire (1999) | Cortège | Nord          |